# Fool
«Fool» es una canción pop rock escrita e interpretada por la cantautora colombiana Shakira, incluida en su álbum Servicio de lavandería (2001). La canción estuvo oficialmente disponible como sencillo en Brasil, donde fue lanzada a promocionar como la banda sonora de una popular novela. Se convirtió en todo un suceso en dicho país. Sin embargo, fuera de Brasil, la canción nunca fue lanzada. El sencillo promocional de la canción está disponible en tiendas de música en línea en Estados Unidos, mas no está en las tiendas regulares registradas.

## Lanzamiento de la canción
La canción fue usada en la telenovela. O Beijo do Vampiro (El Beso del Vampiro) de TV Globo. Después de hacerse de éxito, fue lanzada como el principal sencillo para promocionar la banda sonora de la telenovela.

## Posicionamiento en las listas
La canción alcanzó la posición número 1 en las listas brasileñas, transformándose en uno de los más grandes sencillos de Servicio de lavandería de Shakira en aquel país, después de «Whenever, Wherever» y «Underneath Your Clothes».
| Brasil   | Billboard Brasil        | 1  |
| Brasil   | Brasil Pop/Rock Top 50  | 1  |
| Brasil   | Rio Airplay Chart       | 1  |
| Colombia | Colombia Singles Charts | 19 |